# Jugger
Jugger – zespołowa gra sportowa, w której dwie pięcioosobowe drużyny, składające się z mężczyzn i kobiet starają się wywalczyć przewagę na boisku w celu umożliwienia rozgrywającemu (qwikowi) zdobycie punktu poprzez przyłożenie „czaszki” w „oponie” drużyny przeciwnej. Celem jest zwycięstwo w meczu poprzez zdobycie większej liczby bramek (tzw. „Juggów”) niż drużyna przeciwna. Inspirowany grą z filmu z 1989 roku Krew Bohaterów. Autorem jego pierwowzoru byli współtwórcy filmu - koordynator kaskaderów, Guy Norris, oraz scenarzysta i reżyser David Webb Peoples. Adaptacja sportu na realia świata rzeczywistego i stworzenie zasad miało miejsce niezależnie w Niemczech, Stanach Zjednoczonych i Australii na przełomie lat 80. i 90..
Istnieją różne warianty zasad gry od sportowych znanych jako "sport jugger"; do bardziej przypominających estetykę i intensywność gry przedstawionej w filmie najczęściej określanych jako "wasteland jugger" lub "jugger postapokaliptyczny".
Pierwszy międzynarodowy turniej juggera odbył się w Hamburgu, Niemczech, 20 maja 2007 roku, pomiędzy irlandzką drużyną Setanta i kilkoma drużynami z północnych Niemiec. W 2008 roku Australia i Irlandia przyjechały do Niemiec, aby wziąć udział w pierwszym Niemieckim Otwartym Turnieju Juggera, co uczyniło go pierwszym międzykontynentalnym turniejem w tej dyscyplinie. Największymi wydarzeniami sportowymi są Klubowe Mistrzostwa Świata (World Club Championship) organizowane w nieregularnych odstępach czasu, w różnych państwach i przyciągające drużyny z Europy, Australii, Ameryki Północnej i Ameryki Południowej.

## Cel gry
Celem gry jest zdobycie piłki zwanej "czaszką" i umieszczenie jej w bramce (zwanej "oponą"), przeciwnika. Drużyny składają się z pięciu zawodników, z których jeden - rozgrywający, może dotykać i przenosić czaszkę. Ta pozycja w zespole określana jest jako "qwik". Pozostała czwórka, określani jako "enforcerzy", wyposażeni w bezpieczną broń otulinową starają się umożliwić swojemu qwikowi przejście do opony przeciwnika. Pozbawieni broni qwikowie mogą bronić się na drodze ograniczonych zapasów, na zasadach podobnych do zasad kontaktu w rugby.
W zależności od określonego zestawu zasad gry, gry kończą się po zdobyciu określonej liczby punktów, wygranie odpowiedniej ilości setów lub po upływie określonego czasu.

## Wyposażenie
Sprzęt do gry w juggera, podobnie jak sprzęt larpowy wykonywany jest najczęściej własnoręcznie przez graczy.
- Czaszka (również "jugg") - Piłka używana przez qwika do zdobycia punktu. Najczęściej wykonana z pianki EVA. Nazwa pochodzi od psiej czaszki, wykorzystywanej w grze znanej z filmu Krew Bohaterów.
- Opona: Odpowiednik bramki. W większości krajów przyjmuje kształt stożka z odciętym wierzchołkiem z wydrążonym środkiem. Polska nazwa wywodzi się z faktu, że w środowiskach postapo często używano małych opon samochodowych.
- Broń: „broń” używana w juggerze jest bardzo podobna do broni larpowej. Istnieją ścisłe zasady dotyczące długości, sztywności i amortyzacji broni. Broń dostępna w juggerze różni się w niektórych państwach. W Polsce wykorzystywane są:
  - „Staff” - broń z pojedynczą powierzchnią uderzeniową na jednym końcu i amortyzowanym międzychwytem tworzący dwa odrębne uchwyty.
  - „Q-tip” - broń z dwoma powierzchniami uderzeniowymi na obu końcach drzewca.
  - „Long” - miecz długi z jedną powierzchnią uderzeniową
  - „Short” - miecz krótki z jedną powierzchnią uderzeniową. Wybierając tę broń enforcer może wyposażyć się również w tarczę lub drugiego „shorta”.
  - Tarcza - broń pozbawiona powierzchni uderzeniowej, służąca do obrony
  - „Łańcuch” - broń wykonana z miękkiej taśmy i miękkiej kuli z gąbki. Kula na końcu „łańcucha” stanowi jego powierzchnię uderzeniową.

Tradycyjny pomiar czasu odbywa się za pomocą "Kamieni", czyli odgrywanych sygnałów dźwiękowych o interwale 1.5s.

## Role
Drużyna składa się z ośmiu następujących osób, z których pięć może przebywać na boisku:
- Qwik
- Czterech enforcerów (z czego tylko jeden może być wyposażony w „Łańcuch”)
- Maksymalnie trzech zmienników, którzy mogą zastąpić dowolnego zawodnika między punktami

Pomiędzy rundami meczu gracze mogą zmieniać swoje pozycje i broń.

## Boisko

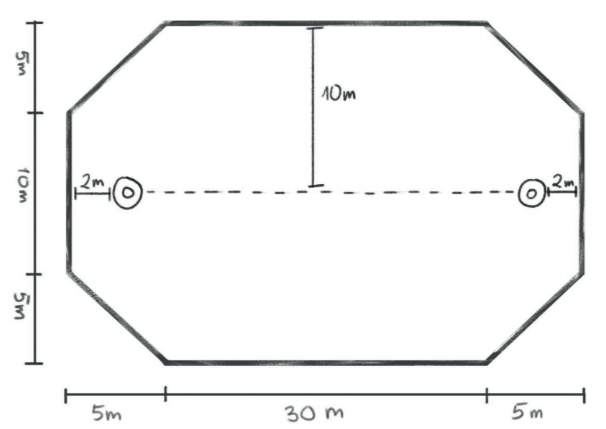
Wymiary boiska do gry w juggera

Boisko do gry w juggera w Polsce najczęściej przyjmuje formę prostokąta ze ściętymi wierzchołkami o długości 40 m i szerokości 20 m.

## Zasady
Większość państw których prowadzone są rozgrywki juggera posiada własny zestaw zasad. Najpopularniejszym zestawem zasad są zasady niemieckie i to właśnie one często są szablonem na podstawie którego powstają kolejne zestawy zasad.

### Sędziowanie
Jugger jest sportem fairplay, zawodnicy często sami muszą rozpoznawać kiedy zostają trafieni bronią. W kwestiach spornych interweniuje i podejmuje decyzję sędzia główny, posiłkując się spostrzeżeniami reszty zespołu. Zespół sędziów podczas meczu juggera składa się zwykle z 4 osób:
- Sędziego głównego
- Sędziego asystującego
- 2 sędziów bramkowych

Do kompetencji sędziów należy przyznawanie punktów, a także pilnowanie przestrzegania zasad przez zawodników oraz przyznawanie stosownych kar dla zawodników i drużyn za faule, w tym faule wynikające z włożenia nadmiernej siły w cios podczas szermierki lub uderzenia w strefy niedozwolone (np. głowę) Przyznają też kary za falstarty.
Podczas większości turniejów za sędziowanie meczów odpowiedzialne są zawodnicy pozostałych drużyn obecnych na turnieju, jednocześnie nie biorących udziału w danym meczu.

## Jugger w Polsce
W Polsce popularyzację juggera rozpoczęły środowiska postapokaliptyczne, pierwsze mecze grały Siły Terenowe Outpost w 2010. Do roku 2012 sport się przyjął również w innych stowarzyszeniach i grany był na konwentach postapokaliptycznych Ziemie Jałowe, Zakonki i OldTown Festival. Od tego czasu do 2017 roku działała ogólnopolska liga "Polish Jugger League". Pierwotne zasady juggera w Polsce opierały się na zasadach ówczesnej ligi Niemieckiej i Australijskiej, ale były zmodyfikowane. Znacznie różnią się od obecnie przyjętych zasad międzynarodowych i powstawały w 2012-2013 roku. Przykładem różnic może być wymagane wtedy oparcia się ciężarem ciałem o przeciwnika podczas pinu.
W latach 2013–2017 grupy postapokaliptyczne promowały również sport na wielu innych imprezach, w tym wielokrotnie na Pyrkon i Wrocławskie Dni Fantastyki. W tym czasie gra przyjęła się wśród szerszej grupy ludzi. Z czasem to oni pokierowali losami sportu w Polsce. Pierwszą drużyną która reprezentowała Polskę na zagranicznym turnieju była drużyna Jugger Szczecin.
W 2023 roku klub Jugger Rewolucja opublikował Polską Księgę Zasad, w której zasady zbliżono do międzynarodowego standardu zasad juggera sportowego. Ogólnopolskie Turnieje Juggera organizowane przez tenże klub sportowy odbywają się na boisku Wielkopolskiego Towarzystwa Krzewienia Kultury Fizycznej.

## Przebieg meczu
Mecze podzielone są na rundy, każda runda kończy się zdobyciem punktu przez jedną z drużyn, lub poprzez interwencję sędziów.

### Czas trwania meczu
Wg. aktualnych zasad w Polsce, przebieg meczu wygląda następująco:
- Mecz trwa dopóki jedna z drużyn nie wygra odpowiedniej ilości rund lub setów,
- lub mecz trwa do ukończenia limitu czasowego określonego w kamieniach, zwykle w zakresie 100 - 200 kamieni,

W pierwszej rundzie meczu i każdego kolejnego setu, czaszka znajduje się na samym środku boiska. Qwikowie rozpoczynają grę oddaleni od czaszki o 180 cm na swoich połowach boiska, a enforcerzy rozpoczynają grę za jedną z krótszych linii boiska, po stronie opony należącej do ich drużyny. W pozostałych rundach qwikowie rozpoczynają grę razem z enforcerami jedną z krótszych linii boiska, a czaszka rozpoczyna grę w posiadaniu qwika drużyny która straciła punkt w poprzedniej rundzie.

### Rozpoczęcie rundy
Runda rozpoczyna się na sygnał sędziego głównego w postaci okrzyku "3-2-1 Jugger", w momencie wypowiedzenia pierwszej sylaby słowa "Jugger" enforcerzy mogą wejść na boisku przekraczając granicę boiska od strony swojej bramki, a qwikowie mogą zbliżyć się do czaszki.

### Szermierka
Podczas gry, zadaniem enforcerów jest udział w szermierce bronią otulinową. Zawodnik trafiony powierzchnią uderzeniową broni musi odłożyć swoją broń lub przenoszoną przez siebie czaszkę na ziemię, klęknąć na przynajmniej 1 kolano i rozpocząć odliczanie 5 kamieni kary za trafienie na palcach dłoni położonej na plecach. Podczas odliczania kary zawodnik jest wykluczony z gry i pozostaje w przyjętej pozycji, do momentu odczekania całej kary i powrotu do rozgrywki.

### Pinowanie
Gracz nieaktywny w pozycji klęczącej może zostać pinowany. Każdy enforcer może pinować innego zawodnika poprzez przytrzymanie powierzchni uderzeniowej swojej broni na strefie trafienia nieaktywnego gracza. Gracz pinowany nie może wrócić do gry do póki pozostaje pinowany. Jeśli gracz przestaje być pinowany przed ukończeniem odliczania swojej kary za trafienie, może wrócić do gry natychmiast po jej ukończeniu. W przeciwnym wypadku, gracz pinowany może wrócić do gry dopiero po usłyszeniu następnego kamienia po zakończeniu pinu. Qwikowie nie mogą pinować.

### Zdobywanie punktów
Punkty zdobywa się poprzez umieszczenie czaszki przez jednego z qwików w jednej z opon. W momencie uznania punktu przez sędziego bramkowego i sędziego głównego runda dobiega końca, a zawodnicy mają 20 kamieni na powrót na swoje pozycje startowe.

### Ograniczone zapasy
Qwikowie pozbawieni broni, mogą bronić się na drodze ograniczonych zapasów. W myśl zasady ograniczonych zapasów dozwolone są zagrania ciałem podobne do tych znanych z rugby.

### Opuszczenie boiska
Zawodnik opuszczający boisko lud dotykający linii boiska traktowany jest jak zawodnik zbity. Musi powrócić na boisko i rozpocząć odliczanie kary tak jak w przypadku zwykłego trafienia. Tak samo traktuje się zawodnika, który wypchnął lub wyrzucił czaszkę za boisko. Czaszka znajdująca się poza boiskiem zwracana jest na boisko przez jednego z sędziów.